# Modulo (calcio)

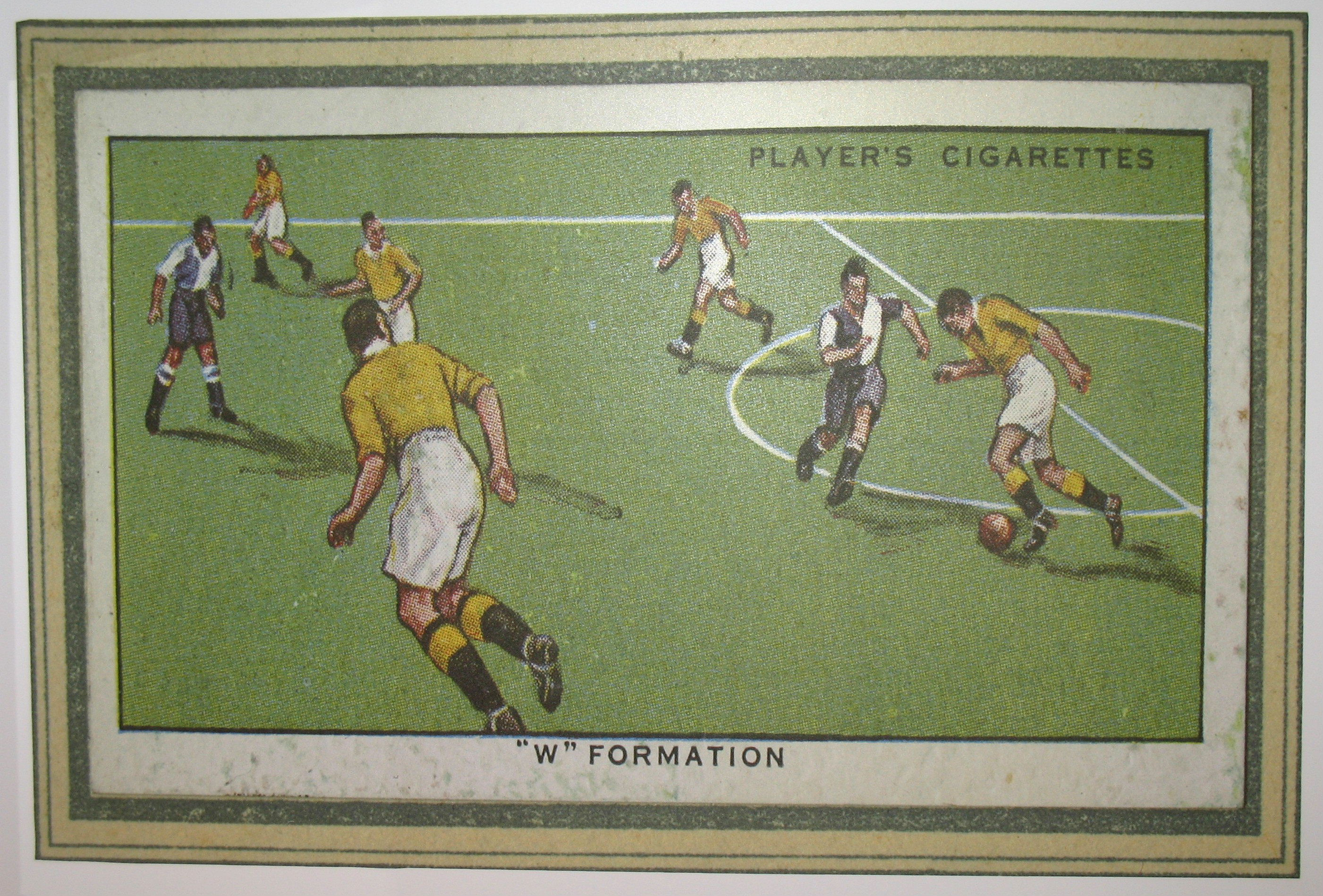
Una formazione d'attacco (in maglia gialla) con modulo a "W" - Museo della Storia del Genoa, Genova.

Il modulo è, nel calcio, la disposizione in campo dei giocatori di una squadra e viene deciso dall'allenatore.

## Schieramento
Al calcio d'inizio, ogni formazione schiera 11 giocatori in campo: un portiere (la cui natura statica lo esclude dal conteggio del modulo) e 10 calciatori "di movimento". La numerazione quantifica gli uomini presenti in ciascun reparto (quelli con 4 cifre differenziano i mediani dai trequartisti, oppure mettono in risalto la posizione del libero), partendo dalla difesa: per esempio con 3-5-2 si indica la presenza di 3 difensori, 5 centrocampisti e 2 attaccanti; il 4-2-3-1 designa 4 difensori, 2 centrocampisti difensivi, 3 centrocampisti offensivi e 1 attaccante; 1-3-3-3 sta a specificare il libero arretrato, dietro ai 3 difensori (i quali diventano così la seconda linea). Sebbene il numero di combinazioni - soprattutto equilibrate - sia limitato, l'evoluzione dello sport ha comportato la nascita di nuovi schemi e schieramenti da adottare nel corso della gara: una squadra può infatti passare dall'accorto e difensivo 5-4-1, ad un più spregiudicato ed offensivo 4-3-3 durante l'incontro.
L'impiego di un modulo in luogo di un altro può venire dettato, oltre che dalle circostanze, dalle caratteristiche dei calciatori a disposizione e dalla filosofia di gioco dell'allenatore.
Infine, è utile tenere presente che la disposizione tattica indicata con un modulo ha un mero fine rappresentativo ed esemplificativo: si utilizza per descrivere sinteticamente la generale posizione in campo dei calciatori, la quale tuttavia può discostarsi (anche di molto) dallo schema iniziale durante le fasi di una partita (possesso palla, copertura, transizioni tra le fasi e palle inattive).

## Storia

### Gli albori: ilKick and Rushanglosassone
Nell'epoca del calcio pionieristico, dalla nascita e codifica dello sport (26 ottobre 1863) fino agli anni 1880, non esistevano veri e propri moduli: si cercava di tenere la palla più lontana possibile dalla propria porta, con pochi difensori ad assolvere tale compito e una schiera di attaccanti che tentavano di segnare - da qui l'espressione Kick and Rush (inglese: "calcia e corri"). I moduli arcaici erano: 0-10 (portiere e poi gli altri calciatori su una stessa linea) e 1-9 (un difensore che si staccava e indietreggiava rispetto al reparto d'attacco). Tuttavia, complice la tecnica poco raffinata, i campi da gioco britannici spesso pesanti e i palloni irregolari, le partite si risolvevano con pochi gol: nei primi sei incontri - ufficiali e non - fra Scozia e Inghilterra si misero a referto solamente nove marcature.

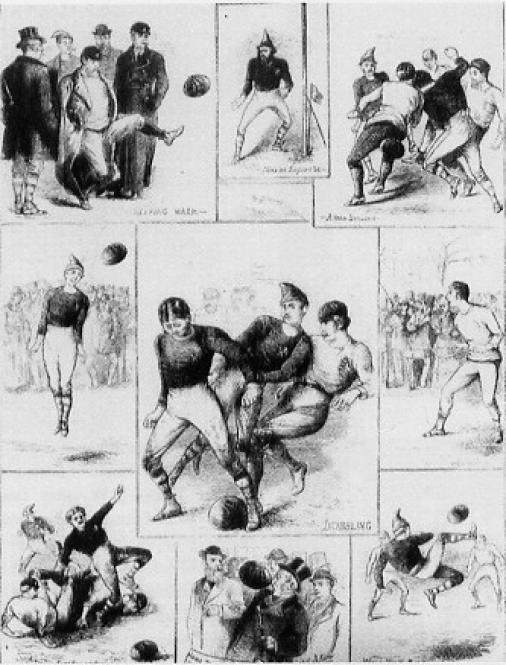
Un'illustrazione della partita Scozia-Inghilterra all'Hamilton Crescent di Patrick, sobborgo di Glasgow

La prima partita internazionale della storia fu disputata a Glasgow il 30 novembre 1872 tra l'Inghilterra e la Scozia: gli inglesi adottarono il modulo 1-1-8, ovvero un difensore (back o fullback, cioè "indietro" o "tutto indietro"), un centrocampista (halfback, cioè "mezzo indietro") e otto attaccanti (forwards, cioè "avanti"); lo schema scozzese fu un più prudente 2-2-6. A dispetto della vocazione ultraoffensiva delle due formazioni, la gara terminò 0-0.

### IlPassing Gamee la "piramide di Cambridge"
Nella seconda metà degli anni 1880, si passò dal Dribbling Game ("gioco del dribbling", nel quale ogni calciatore in possesso della palla portava avanti l'iniziativa individualmente cercando di scartare gli avversari) al Passing Game: lo sviluppo dell'azione diventava più manovrato e i passaggi per tessere le trame di gioco più precisi, anziché semplici rilanci lunghi. Si rese allora necessaria un'organizzazione tattica migliore, al fine di portare la palla dalla difesa all'attacco. Inoltre serviva una certa collaborazione tra i diversi reparti e la specializzazione di un giocatore in un ruolo nel quale era più abile. Nel 1887 a Cambridge, presso l'università, si pensò a disporre gli atleti a formare un triangolo sul terreno di gioco, formazione nota con il nome di "piramide di Cambridge": il vertice era il portiere e la base gli attaccanti.

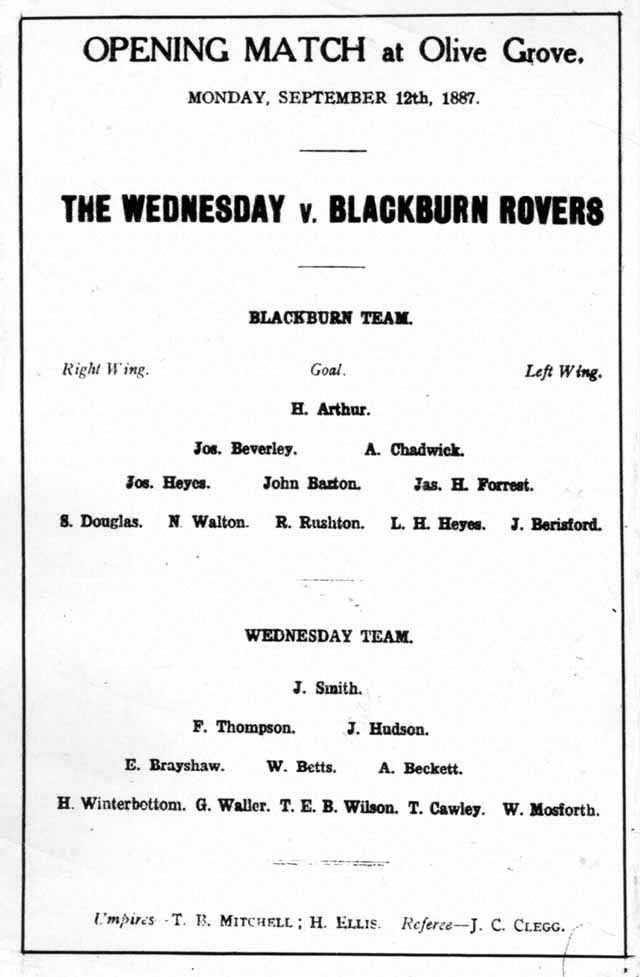
Manifesto di un incontro di calcio del 1887, nel quale si evidenzia la disposizione dei giocatori in campo

I reparti della "piramide" che si disegnavano idealmente sul campo da calcio erano tre: la prima linea (gli attaccanti), la linea di mezzo (i centrocampisti, detti appunto mediani) e la terza linea (i difensori, che in Italia furono chiamati anche "terzini"). Questo modulo, in cifre 2-3-5, era più accorto dei predecessori e la numerazione che designava i calciatori divenne quella di riferimento per gli schemi futuri: il numero 1 era il portiere, il 2 e il 3 i terzini destro e sinistro; dal 4 al 6 i mediani, il 7 e l'11 le ali destra e sinistra, mentre dall'8 al 10 gli attaccanti centrali.

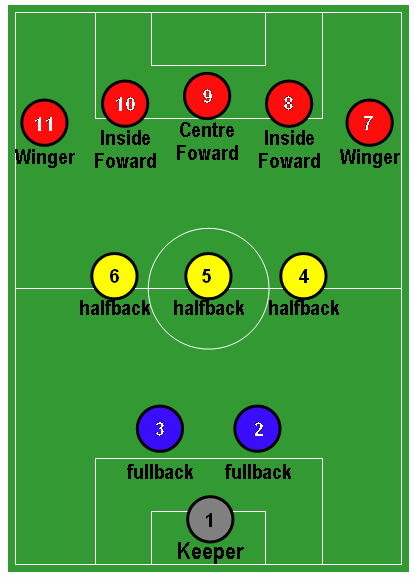
La prima numerazione utilizzata nel calcio mondiale

### Il "Sistema"
Si continuò a disporre i calciatori con la "piramide" per alcuni decenni, nonostante il gioco mutasse costantemente: nel 1912 fu impedito ai portieri di intervenire con le mani fuori dalla propria area di rigore; nel 1920 l'organo internazionale che redigeva le regole del calcio, la IFAB, tolse il fuorigioco sulle rimesse laterali. Ma il 25 giugno 1925 il fuorigioco cambiò radicalmente: per essere in posizione regolare non servivano più tre avversari (incluso il portiere) tra la palla e la linea di fondo, ma soltanto due (come ancora oggi).

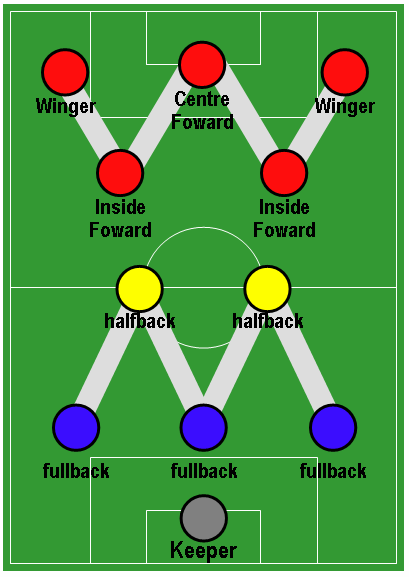
Lo schieramento del "Sistema" con le lettere WM in evidenza

Questa rivoluzione rese necessario infoltire il reparto difensivo, per evitare che i molti attaccanti potessero trovarsi in gioco contro un solo terzino. Fu nell'estate del 1925 che l'allenatore dell'Arsenal Herbert Chapman, su suggerimento del suo centravanti Charlie Buchan, decise di arretrare un mediano portandolo sulla linea dei difensori ed allargando i terzini sulle fasce. Inoltre, per non sguarnire il centrocampo, avvicinò alla zona centrale due attaccanti trasformandoli in mezzali (inside forwards, interni avanti), i quali potessero aiutare in copertura e rifinire per i finalizzatori. Nacque il "Sistema" (Chapman System, numericamente un 3-2-2-3), noto anche come "WM" (dallo schieramento dei reparti d'attacco e di difesa) o Carpet Football, ovvero "calcio sul tappeto", poiché prediligeva il gioco rasoterra anziché gli ormai superati lanci lunghi. Questa nuova disposizione metteva in risalto le qualità nei duelli uno contro uno dei calciatori e portò il gioco ad essere più spettacolare e ricco di gol.

### Il "Metodo" e la "scuola danubiana"
Mentre nel mondo anglosassone si utilizzava il "Sistema", in Italia, anche per le diverse caratteristiche tecniche e atletiche dei calciatori, Vittorio Pozzo ideò una variante tattica che diventerà popolare e si rivelerà vincente: il "Metodo". Oltre ad arretrare due attaccanti sulla trequarti, dando vita alle mezzali come nelle intenzioni di Chapman, l'allenatore torinese decise di abbassare due mediani, disponendo la difesa con quattro giocatori. Rimaneva un solo calciatore a centrocampo per dare equilibrio alla squadra ed impostare la manovra: il "centromediano metodista" (chiamato anche "centrosostegno"). Vero e proprio regista ante litteram, doveva essere dotato di corsa e un buon piede, per innescare le mezzali e gli attaccanti. Numericamente si otteneva così un 2-3-2-3.

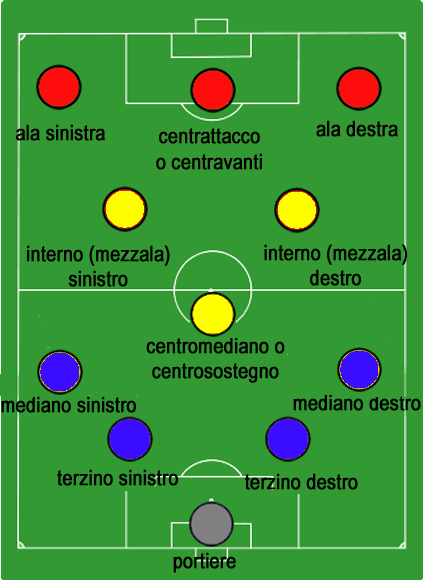
Formazione che utilizza il "Metodo"

Questo modulo, noto anche come "WW" (sul terreno di gioco la posizione dei calciatori disegnava queste lettere), portò l'Italia a cinque trionfi internazionali tra il 1927 e la Seconda guerra mondiale.
In Europa centrale prese piede contemporaneamente una sintesi tra il "Sistema" d'oltremanica e il "WW" italiano: la scuola danubiana, che nacque grazie alle innovazioni tattiche di Hugo Meisl, commissario tecnico dell'Austria per oltre venti anni. Collaborando con Jimmy Hogan (allenatore che lavorò in Austria, Ungheria e Svizzera tra il 1912 e il 1934), Meisl adottò il "Metodo", ma aggiustandolo agli interpreti del suo Wunderteam (la "squadra delle meraviglie" austriaca che impressionò il mondo e fu fermata solo dall'anschluss della Germania nazista). Il calcio danubiano era prudente sotto la metà campo, dinamico e imprevedibile in fase d'attacco.

### IlVerrou
Negli anni trenta, in un periodo di grande fermento per le tattiche calcistiche, si fece strada un modulo che sarebbe stato ripreso nel secondo dopoguerra: il Verrou, o "catenaccio svizzero". Karl Rappan, allenatore prima del Servette e della Svizzera poi, dispose la squadra con un difensore arretrato dietro la linea dei terzini: il suo 1-3-3-3 si basava sui ruoli del libero (regista "basso", che copriva le falle della difesa) e dello stopper (marcatore puro che si occupava del centrattacco avversario).

La tattica del Verrou

### Sebes e il "centravanti arretrato"
Sulle sponde del Danubio, prendendo il la dalla nazionale austriaca delle meraviglie, verrà alla luce un nuovo concetto di calcio: Gusztáv Sebes, selezionatore dell'Ungheria che passerà alla storia come "Squadra d'oro", alla fine degli anni quaranta inventa il ruolo di "centravanti arretrato" (o "di manovra"). Lo schieramento rifletteva quello di Chapman, congeniale alla qualità assoluta dei solisti magiari, ma Sebes lo perfezionò avvicinando il centravanti ai mediani, così da creare spazio agli interni, i quali diventavano due attaccanti puri. Si veniva a creare sul terreno di gioco una "doppia M" (anche nota come "MM" oppure in cifre: 3-2-3-2).

Squadra disposta con il 3-2-3-2: il numero 9 è il "centravanti di manovra"

### Le evoluzioni sudamericane
Di pari passo con le innovazioni tattiche europee, i moduli cambiarono anche in Sudamerica: alla fine degli anni quaranta nacquero la Diagonal e il 4-2-4.
La Diagonal è un 3-2-2-3 con il centrocampo obliquo: un mediano si "abbassa" verso i difensori, mentre una mezzala avanza verso gli attaccanti. Si formano due diagonali: una fra un terzino e i mediani; l'altra fra le mezzali e un'ala.

Una squadra schierata con la Diagonal

Il 4-2-4 fu utilizzato per la prima volta dall'allenatore ungherese Márton Bukovi, ma attecchì in Brasile: la Seleção, anche grazie a questo schema, vinse i campionati mondiali nel 1958, nel 1962 e nel 1970. Due terzini larghi dànno la spinta in fase di possesso palla, le ali forniscono assist e cross per le punte centrali.

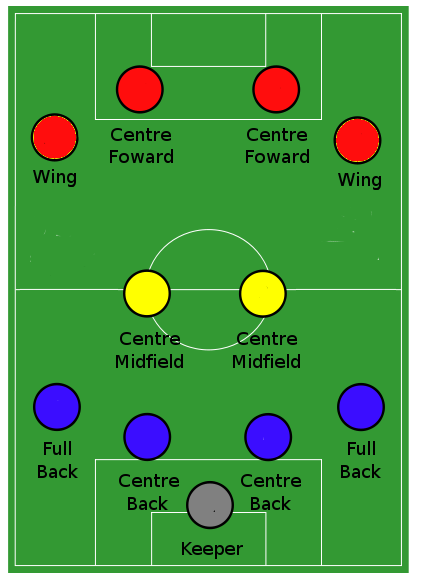
La disposizione dei calciatori con il modulo 4-2-4

Il calcio brasiliano fatto di spensieratezza, divertimento ed estetica diventò famoso come jogo bonito (dal portoghese: "bel gioco").

### Il "Catenaccio"
Se da un lato nel calcio si sperimentavano moduli per rendere l'attacco più efficace, dall'altro c'era la ricerca di blindare la difesa, così da incassare meno gol possibile: fu così che ebbe origine il "Catenaccio", aggiornamento del Verrou svizzero (del quale ricalcava lo schieramento 1-3-3-3). Maestri di questa modalità di disporsi in campo furono gli italiani: la difesa, guidata dal libero, faceva largo uso della cosiddetta "tattica del fuorigioco" (movimenti precisi e repentini per lasciare gli attaccanti avversari in posizione irregolare); il centrocampo si fondava sul dinamismo, per trasformare l'azione da difensiva in offensiva tramite il "contropiede".

### Il "calcio totale"
Tra gli anni sessanta e gli anni settanta le partite si decidevano prevalentemente a centrocampo: per tenere lontano l'attacco dalla propria porta, si preferiva lottare in una zona meno pericolosa, di congiunzione tra le due fasi. Fu in questo periodo che Rinus Michels riprese un'idea di calcio già adottata da alcune squadre sporadicamente nelle decadi precedenti: cioè scardinare il dogma dei reparti e impostare una tattica che portasse tutti gli interpreti ad attaccare e difendere come un solo uomo. Il pressing sistematico e a tutto campo, il fallo tattico per spezzare la ripartenza avversaria, la linea difensiva alta e la fantasia dei calciatori in fase offensiva furono le armi di questo stile di gioco, il quale prese il nome di "calcio totale" (noto anche con la parola olandese totaalvoetbal, in quanto teorizzato nei Paesi Bassi). Il modulo di partenza era il 4-3-3, nel quale il centravanti era l'uomo chiave: diventava il regista "alto", il quale poteva impostare l'attacco, rifinire, finalizzare ed aveva completa libertà di movimento.
Questo modo di interpretare il calcio fu reso possibile da un maggior lavoro atletico durante gli allenamenti, ritmi di gioco più alti, buona cifra tecnica dei singoli, occupazione intelligente degli spazi e interscambio dei ruoli.

### La "zona mista" e il 4-4-2
Per arginare la spregiudicatezza del "calcio totale" e del jogo bonito, ma senza adottare un troppo difensivista "Catenaccio", in Italia si sperimentò la "zona mista": questa tattica molto duttile si basava su una sorta di 3-5-2, in cui i tre difensori centrali e il mediano marcavano a uomo i diretti avversari, mentre gli altri si occupavano della zona di campo di loro competenza.

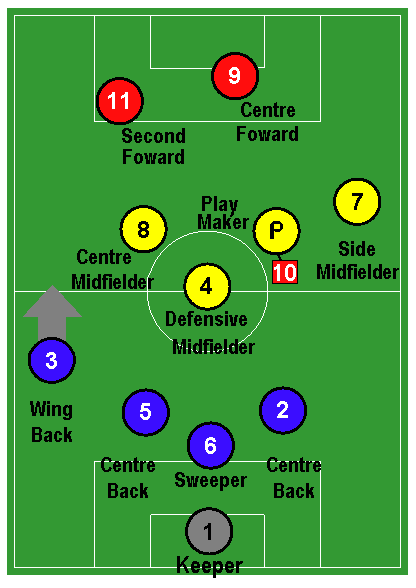
Squadra schierata con la "zona mista"

Noto anche come "calcio all'italiana", poiché sviluppatosi nel bel paese, la "zona mista" introduceva due ruoli innovativi: il "terzino fluidificante" (nell'immagine con il numero 3) - che doveva avere la corsa e la resistenza per percorrere tutta la fascia, così da supportare le sortite offensive - e l'"ala tornante" (anche detta "ala tattica", nell'immagine con il 7) - l'esterno opposto che ripiegasse in copertura per dar manforte alla difesa.
Mentre in Inghilterra nacque il Pass and Move ("passa e muoviti") - concetto calcistico che prevedeva un costante e fluido movimento dei giocatori, per smarcarsi, velocizzare l'attacco e rendere meno prevedibile la manovra - in Unione Sovietica Viktor Maslov inventò il 4-4-2. Schieramento ordinato e simmetrico, pose le basi per un'innovazione italiana: il 4-4-2 "in linea" (o "classico"), nel quale cioè i due centrocampisti centrali si posizionano uno a fianco all'altro. Questo diventò il modulo di riferimento dalla fine degli anni ottanta a tutti gli anni novanta.

Il 4-4-2 "in linea"

Arrigo Sacchi rivoluzionò il calcio fondendo i princìpi basilari del "calcio totale", il possesso palla del Pass and Move e l'organizzazione difensiva italiana. Il 4-4-2 fu espresso ai massimi livelli. I movimenti da tradurre durante le gare ufficiali dovevano essere provati e ripetuti in allenamento così da essere automatici e perfetti, gli interpreti di ogni ruolo dovevano cambiare mentalità ed aiutare il proprio e gli altri reparti, privilegiando il gruppo per far emergere le qualità del solista. Presero forma il "raddoppio di marcatura" (un giocatore aiuta un suo compagno a contenere un avversario in possesso della palla) e la "diagonale difensiva" (una linea si sposta compatta in diagonale per dare protezione alla porta ed evitare pericolosi passaggi centrali). Il modulo adottato fu il 4-4-2 "classico", con terzini abili nel proporsi al cross, ali che si sacrificassero in fase di copertura e due attaccanti che pressassero e fossero i primi difensori.

### Ultimi aggiustamenti: trequartisti,Tiki-takae il ruolo del portiere moderno
Dagli anni novanta in poi, il calcio - di pari passo con gli altri sport - ha accentuato agonismo, velocità e tecnica individuale. Si è passati da un eccesso di attaccanti (dalla metà del diciannovesimo secolo fino agli anni quaranta), ad uno di difensori (anni cinquanta-settanta), per poi assestarsi su un equilibrio dato dai molti centrocampisti ed infine ai giocatori adatti ad entrambe le fasi e funzionali all'applicazione di un calcio completo. Questo ha portato ad avere meno margini per le invenzioni rivoluzionarie, senza però impedire un continuo aggiornamento degli schemi e delle tattiche.
Per mettere in difficoltà i reparti avversari in fase d'attacco si è resa utile la posizione del "trequartista" (detto anche "rifinitore" o "mezzapunta"): ponendosi a metà strada tra l'attacco e il centrocampo, opera in una zona di conflitto, per la quale è difficile trovare una contromisura efficace. Innesca le punte, disturba il mediano o il regista avversario e può arrivare alla conclusione. Tipicamente è il fantasista della squadra, l'uomo di maggior talento, che aggiunge imprevedibilità e può svariare su tutto il fronte offensivo.

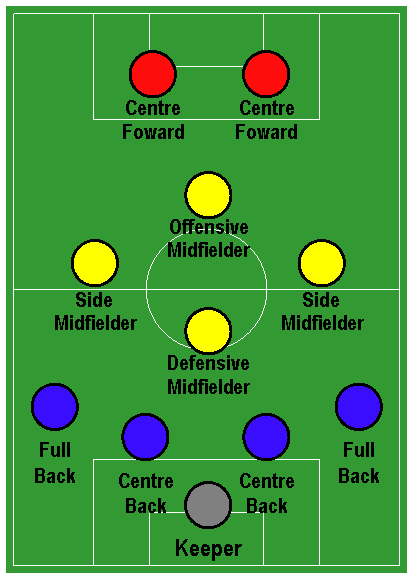
Il 4-3-1-2, anche 4-4-2 "a rombo" o "a diamante", prevede l'utilizzo di un trequartista, vertice "alto" del centrocampo

Questo ruolo fu messo da parte nell'epoca del 4-4-2 "classico" e riscoperto proprio come grimaldello tattico che scardinasse anche difese ordinate e affiatate.
Negli anni duemila e duemiladieci in Spagna prese forma il Tiki-taka (in spagnolo Tiqui-taca, parola onomatopeica), modello di calcio che si rifaceva al passato, messo in atto per la prima volta da Luis Aragonés: si contrastava una fisicità ormai esasperata con una rete fitta di passaggi, eseguita da tutta la squadra. Spesso i calciatori erano brevilinei, dotati di grande tecnica e cambio di passo. Le qualità necessarie erano capacità di palleggio e inserimento, ma anche grande pressing e coperture preventive (per evitare che la squadra avversaria recuperasse la sfera e si lanciasse in contropiede agevolmente).
Maestro di questo modo di intendere il gioco è stato Josep Guardiola, il quale ha anche riscoperto il ruolo definito falso nueve ("finto nove", ovvero finto centravanti): senza una punta centrale vera e propria, agli avversari manca il punto di riferimento da marcare e si creano più spazi da attaccare.
Il ruolo più peculiare del calcio, quello del portiere, ha subìto grandi modifiche nei decenni: dal 1992 non può toccare il pallone con le mani dopo un retropassaggio e dal 1997 neanche dopo la rimessa laterale di un compagno; nel 2019 è stata inoltre introdotta una variazione regolamentare per la ripresa del gioco da rinvio dal fondo o da punizione all'interno dell'area di rigore. Questo ha cambiato i compiti dell'estremo difensore, il quale è diventato un giocatore "di movimento" aggiunto in fase di possesso palla, entrando di fatto nel modulo di una squadra. Fa partire la trama offensiva, riceve passaggi per alleggerire la pressione avversaria sulla difesa ed è il centro nevralgico della costruzione dal basso.

## I moduli

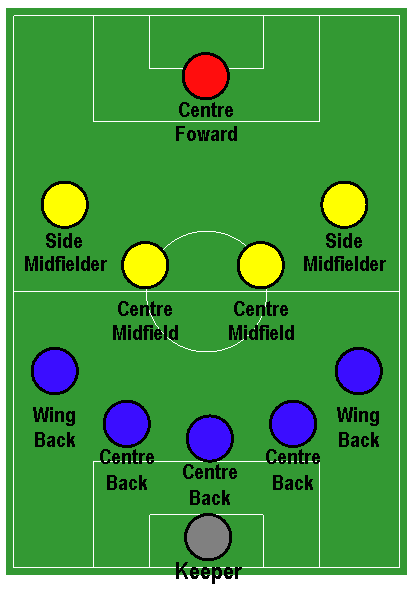
Squadra schierata con il 5-4-1

Di seguito vengono illustrati, in una lista non esaustiva, i moduli più utilizzati nel calcio (ordinati in base al numero di difensori).
Oltre ad essi esistono schieramenti estemporanei, messi in pratica agli albori del calcio oppure solo a partita in corso, o sporadicamente in caso di necessità, come ad esempio il 6-3-1.
Per una descrizione dettagliata di ciascun modulo, si rimanda alle singole voci.

### Difesa a 1
- 1-1-8
- 1-2-7
  - 1-1-1-7
- 1-3-6
  - 1-1-2-6
  - 1-2-1-6
- 1-4-5
  - 1-1-3-5
  - 1-2-2-5
  - 1-3-1-5
- 1-5-4
  - 1-1-4-4
  - 1-2-3-4
  - 1-3-2-4
  - 1-4-1-4
- 1-6-3
  - 1-1-5-3
  - 1-2-4-3
  - 1-3-3-3
  - 1-4-2-3
  - 1-5-1-3
- 1-7-2
  - 1-1-6-2
  - 1-2-5-2
  - 1-3-4-2
  - 1-4-3-2
  - 1-5-2-2
  - 1-6-1-2
- 1-8-1
  - 1-1-7-1
  - 1-2-6-1
  - 1-3-5-1
  - 1-4-4-1
  - 1-5-3-1
  - 1-6-2-1
  - 1-7-1-1

### Difesa a 2
- 2-1-7
- 2-2-6
  - 2-1-1-6
- 2-3-5 ("Piramide di Cambridge")
  - 2-1-2-5
  - 2-2-1-5
- 2-4-4
  - 2-1-3-4
  - 2-2-2-4
  - 2-3-1-4
- 2-5-3 
  - 2-1-4-3
  - 2-2-3-3
  - 2-3-2-3 ("Metodo o WW")
  - 2-4-1-3
- 2-6-2 
  - 2-1-5-1
  - 2-2-4-2
  - 2-3-3-2 ("MW")[86]
  - 2-4-2-2
  - 2-5-1-2
- 2-7-1
  - 2-1-6-1
  - 2-2-5-1
  - 2-3-4-1
  - 2-4-3-1
  - 2-5-2-1
  - 2-6-1-1

### Difesa a 3
- 3-1-6
- 3-2-5
  - 3-1-1-5
- 3-3-4
  - 3-1-2-4
  - 3-2-1-4
- 3-4-3
  - 3-1-3-3
  - 3-2-2-3 ("Sistema", o "WM")
  - 3-2-2-3 sghembo ("Diagonal")
  - 3-3-1-3 ("Forcone")[87][88]
- 3-5-2
  - 3-1-4-2[89]
  - 3-2-3-2 ("MM", o "doppia M")
  - 3-3-2-2
  - 3-4-1-2
  - 3-5-2 assimmetrico  ("Zona mista" o anche 4-4-2 "asimmetrico", nel caso in cui si intenda il terzino fluidificante rispettivamente centrocampista o difensore: con la seconda possibilità si inserirebbe nei moduli con difesa a 4)
- 3-6-1
  - 3-1-5-1
  - 3-2-4-1[90]
  - 3-3-3-1
  - 3-4-2-1
  - 3-5-1-1

### Difesa a 4
- 4-1-5
- 4-2-4
  - 4-1-1-4
- 4-3-3
  - "Catenaccio" (originariamente "Verrou", con il libero a sostegno di tre difensori)
  - 4-1-2-3
  - 4-2-1-3
- 4-4-2 ("classico" o "in linea")
  - 4-1-3-2
  - 4-3-1-2 (4-4-2 "a rombo" o "a diamante")
  - 4-2-2-2 ("Quadrato magico")
- 4-5-1
  - 4-1-4-1
  - 4-2-3-1
  - 4-3-2-1 ("Albero di Natale")
  - 4-4-1-1
- 4-6-0[91]

### Difesa a 5
- 5-1-4
- 5-2-3
  - 5-1-1-3
- 5-3-2
  - 5-1-2-2
  - 5-2-1-2
- 5-4-1
  - 5-1-3-1
  - 5-2-2-1
  - 5-3-1-1
  - 5-2-2-1
  - 5-1-3-1

### Difesa a 6
- 6-1-3
- 6-2-2
  - 6-1-1-2
- 6-3-1
  - 6-1-2-1
  - 6-2-1-1

### Difesa a 7
- 7-1-2
- 7-2-1
  - 7-1-1-2

### Difesa a 8
- 8-1-1